# Linia kolejowa Rohatec – Veselí nad Moravou
Linia kolejowa Rohatec – Veselí nad Moravou (Linia kolejowa nr 343 (Czechy)) – jednotorowa, niezelektryfikowana linia kolejowa o znaczeniu regionalnym w Czechach. Łączy Rohatec i Veselí nad Moravou. Przebiega w całości przez terytorium Kraju zlińskiego.